# Leptogenys camerunensis
Leptogenys camerunensis é uma espécie de formiga do gênero Leptogenys, pertencente à subfamília Ponerinae.